# Campeonato Sudamericano de Fútbol Sub-17 de 2011
El XIV Campeonato Sudamericano Sub-17 de 2011 se realizó en Ecuador entre el 12 de marzo y el 9 de abril consagrando a Brasil como campeón por 10ª vez en su historia y 4ª vez de forma consecutiva. Luego de 4 años, el país volvió a celebrar una justa continental.
El campeonato consistió en dos grupos de 5 países en donde se enfrentaron todos contra todos. Los 3 primeros avanzaron a la siguiente ronda conformada por un solo grupo de 6 equipos y donde rigió el mismo sistema que la primera fase. Las cuatro primeras selecciones clasificaron a la Copa Mundial de Fútbol Sub-17 de 2011 que se jugará en México del 18 de junio al 10 de julio y también sacaron pasajes a los Juegos Panamericanos que se desarrollará en la ciudad de Guadalajara entre el 14 y el 27 de octubre.
Solo los jugadores nacidos a partir del 1 de enero de 1994 fueron elegibles para el torneo.

## Equipos participantes
| Equipos participantes | Equipos participantes | Equipos participantes | Equipos participantes | Equipos participantes |
| --------------------- | --------------------- | --------------------- | --------------------- | --------------------- |
| Argentina             | Bolivia               | Brasil                | Chile                 | Colombia              |
| Ecuador               | Paraguay              | Perú                  | Uruguay               | Venezuela             |

## Sedes
Originalmente las sedes del torneo iban a ser 5 pero durante la realización del campeonato se decidió que la última fecha se realizara en el Estadio Casa Blanca en vez del Olímpico Atahualpa. También se decidió cambiar durante el certamen las sedes de los últimos 2 partidos del grupo A que originalmente se jugarían en Latacunga.
En total fueron seis las sedes del torneo:
| Quito                      | Quito                                  | Quito                        |                     |
| -------------------------- | -------------------------------------- | ---------------------------- | ------------------- |
| Estadio Olímpico Atahualpa | Estadio Olímpico Atahualpa             | Estadio Casa Blanca          | Estadio Casa Blanca |
| Capacidad: 35 742          | Capacidad: 35 742                      | Capacidad: 41 575            | Capacidad: 41 575   |
|                            |                                        |                              |                     |
| Ambato                     | Quito Latacunga Riobamba Ibarra Ambato | Ibarra                       |                     |
| Estadio Bellavista         | Quito Latacunga Riobamba Ibarra Ambato | Estadio Olímpico de Ibarra   |                     |
| Capacidad: 18 000          | Quito Latacunga Riobamba Ibarra Ambato | Capacidad: 17 300            |                     |
|                            | Quito Latacunga Riobamba Ibarra Ambato |                              |                     |
| Latacunga                  | Quito Latacunga Riobamba Ibarra Ambato | Riobamba                     |                     |
| Estadio La Cocha           | Quito Latacunga Riobamba Ibarra Ambato | Estadio Olímpico de Riobamba |                     |
| Capacidad: 15 000          | Quito Latacunga Riobamba Ibarra Ambato | Capacidad: 20 000            |                     |
|                            | Quito Latacunga Riobamba Ibarra Ambato |                              |                     |

## Sorteo
El sorteo fue realizado el viernes 4 de febrero de 2011, en donde además, se definieron las 5 ciudades sedes del campeonato. También se presentó a la mascota Kunturi que en Lengua quechua significa Cóndor.
El ave viste un poncho de color rojo, con la bandera de Ecuador en ambos costados y el escudo de la federación del lado izquierdo. Tanto los pantalones como los botines son como los que usan los futbolistas en los partidos de fútbol. La pelota que presenta Kunturi tiene en cada panel los escudos de los diferentes miembros de la Conmebol.

## Árbitros
El 8 de febrero de 2011, la Comisión de Árbitros de la Conmebol anunció la nómina de árbitros principales y asistentes para el certamen, la cual consta de 10 árbitros y 10 árbitros asistentes, uno por cada país.
| Árbitros - Néstor Pitana - José Jordan - Ricardo Marques - Patricio Polic - Héctor Parra - Diego Lara - Julio Quintana - Henry Gambetta - Héctor Martínez - Mayker Gómez |  | Asistentes - Alejo Castany - Javier Bustillos - Marcio Santiago - Juan Maturana - Wilmar Navarro - Byron Romero - Carlos Cáceres - Jorge Yupanqui - Carlos Changala - Jairo Romero |

## Fechas y resultados
- Los horarios corresponden a la hora de Ecuador (UTC-5)

### Primera fase
Los 10 equipos participantes en la primera fase se dividieron en 2 grupos de 5 equipos cada uno. Luego de una liguilla simple (a una sola rueda de partidos), pasaron a segunda ronda los equipos que ocuparon las posiciones primera, segunda y tercera de cada grupo.
En caso de empate en puntos en cualquiera de las posiciones, la clasificación se determinó siguiendo en orden los siguientes criterios:
- Diferencia de goles.
- Cantidad de goles marcados.
- El resultado del partido jugado entre los empatados.
- Por sorteo.

#### Grupo A
| Equipo    | Pts | PJ | PG | PE | PP | GF | GC | Dif |
| --------- | --- | -- | -- | -- | -- | -- | -- | --- |
| Argentina | 9   | 4  | 3  | 0  | 1  | 10 | 4  | 6   |
| Ecuador   | 7   | 4  | 2  | 1  | 1  | 4  | 4  | 0   |
| Uruguay   | 6   | 4  | 2  | 0  | 2  | 4  | 5  | -1  |
| Perú      | 4   | 4  | 1  | 1  | 2  | 8  | 9  | -1  |
| Bolivia   | 3   | 4  | 1  | 0  | 3  | 5  | 9  | -4  |

| 12 de marzo de 2011, 16:00 | Ecuador                   | 2:1 (2:0) | Bolivia   | Estadio La Cocha, Latacunga          |                                      |
|                            | Batioja 22' · Mercado 24' | Reporte   | Silva 49' | Árbitro(s): Ricardo Marques (Brasil) | Árbitro(s): Ricardo Marques (Brasil) |

| 12 de marzo de 2011, 18:10 | Argentina                                                  | 4:2 (1:2) | Perú                 | Estadio La Cocha, Latacunga        |                                    |
|                            | Paredes 44' (pen.) · Ocampos 53' · Ferreira 73' · Pugh 87' | Reporte   | García 4' · Polo 35' | Árbitro(s): Patricio Polic (Chile) | Árbitro(s): Patricio Polic (Chile) |

| 15 de marzo de 2011, 17:00 | Ecuador     | 1:1 (0:0) | Perú     | Estadio Bellavista, Ambato          |                                     |
|                            | Sornoza 47' | Reporte   | Polo 58' | Árbitro(s): Héctor Parra (Colombia) | Árbitro(s): Héctor Parra (Colombia) |

| 15 de marzo de 2011, 19:10 | Bolivia | 0:2 (0:2) | Uruguay        | Estadio Bellavista, Ambato            |                                       |
|                            |         | Reporte   | Mascia 17' 27' | Árbitro(s): Julio Quintana (Paraguay) | Árbitro(s): Julio Quintana (Paraguay) |

| 18 de marzo de 2011, 16:00 | Argentina          | 1:2 (1:1) | Uruguay                     | Estadio Olímpico, Riobamba           |                                      |
|                            | Andrada 41' (pen.) | Reporte   | Mascia 36' · San Martín 87' | Árbitro(s): Ricardo Marques (Brasil) | Árbitro(s): Ricardo Marques (Brasil) |

| 18 de marzo de 2011, 18:10 | Perú           | 2:4 (2:1) | Bolivia                         | Estadio Olímpico, Riobamba           |                                      |
|                            | Flores 22' 29' | Reporte   | Silva 13' 62' 89' · Banegas 68' | Árbitro(s): Mayker Gómez (Venezuela) | Árbitro(s): Mayker Gómez (Venezuela) |

| 21 de marzo de 2011, 17:00 | Ecuador     | 1:0 (1:0) | Uruguay | Estadio La Cocha, Latacunga        |                                    |
|                            | Sornoza 16' | Reporte   |         | Árbitro(s): Patricio Polic (Chile) | Árbitro(s): Patricio Polic (Chile) |

| 21 de marzo de 2011, 19:10 | Argentina                                   | 3:0 (1:0) | Bolivia | Estadio La Cocha, Latacunga         |                                     |
| | Ocampos 16' · Paredes 59' · Pugh 82' (pen.) | Reporte   |         | Árbitro(s): Héctor Parra (Colombia) | Árbitro(s): Héctor Parra (Colombia) |
| Suspendido a los 77 minutos debido a un corte de energía eléctrica. El encuentro se terminó de jugar el 22 de marzo a las 11:00 horas |                                             |           |         |                                     |                                     |

| 24 de marzo de 2011, 17:00 | Uruguay | 0:3 (0:1) | Perú                                  | Estadio Bellavista, Ambato           |                                      |
|                            |         | Reporte   | Flores 38' · Benincasa 50' · Polo 66' | Árbitro(s): Mayker Gómez (Venezuela) | Árbitro(s): Mayker Gómez (Venezuela) |

| 24 de marzo de 2011, 19:10 | Argentina                      | 2:0 (0:0) | Ecuador | Estadio Bellavista, Ambato            |                                       |
|                            | Pinto 53' (pen.) · Benítez 71' | Reporte   |         | Árbitro(s): Julio Quintana (Paraguay) | Árbitro(s): Julio Quintana (Paraguay) |

#### Grupo B
| Equipo    | Pts | PJ | PG | PE | PP | GF | GC | Dif |
| --------- | --- | -- | -- | -- | -- | -- | -- | --- |
| Brasil    | 9   | 4  | 3  | 0  | 1  | 12 | 7  | 5   |
| Paraguay  | 9   | 4  | 3  | 0  | 1  | 9  | 5  | 4   |
| Colombia  | 7   | 4  | 2  | 1  | 1  | 7  | 8  | -1  |
| Chile     | 4   | 4  | 1  | 1  | 2  | 5  | 8  | -3  |
| Venezuela | 0   | 4  | 0  | 0  | 4  | 5  | 10 | -5  |

| 13 de marzo de 2011, 10:00 | Brasil                                              | 4:3 (2:3) | Venezuela                    | Olímpico de Ibarra, Ibarra       |                                  |
|                            | Pedro Paulo 11' 75' · Adryan 16' · Lucas Piazón 72' | Reporte   | Arteaga 5' 8' · González 34' | Árbitro(s): Diego Lara (Ecuador) | Árbitro(s): Diego Lara (Ecuador) |

| 13 de marzo de 2011, 12:10 | Colombia       | 2:2 (2:0) | Chile                         | Olímpico de Ibarra, Ibarra        |                                   |
|                            | Garcés 34' 36' | Reporte   | Navarrete 58' · Henríquez 73' | Árbitro(s): Henry Gambetta (Perú) | Árbitro(s): Henry Gambetta (Perú) |

| 16 de marzo de 2011, 15:30 | Colombia                                   | 3:1 (1:0) | Paraguay     | Olímpico de Ibarra, Ibarra            |                                       |
|                            | Delgado 12' · Palomeque 78' · Osorio 90+1' | Reporte   | González 55' | Árbitro(s): Héctor Martínez (Uruguay) | Árbitro(s): Héctor Martínez (Uruguay) |

| 16 de marzo de 2011, 17:45 | Brasil                   | 2:1 (0:0) | Chile         | Olímpico de Ibarra, Ibarra            |                                       |
|                            | Emerson 80' · Adryan 87' | Reporte   | Henríquez 73' | Árbitro(s): Néstor Pitana (Argentina) | Árbitro(s): Néstor Pitana (Argentina) |

| 19 de marzo de 2011, 18:00 | Chile                    | 2:1 (1:1) | Venezuela | Olímpico de Ibarra, Ibarra        |                                   |
|                            | Henríquez 41' · Páez 70' | Reporte   | García 7' | Árbitro(s): José Jordan (Bolivia) | Árbitro(s): José Jordan (Bolivia) |

| 19 de marzo de 2011, 20:10 | Brasil           | 1:2 (1:0) | Paraguay                    | Olímpico de Ibarra, Ibarra       |                                  |
|                            | Lucas Piazon 32' | Reporte   | Giménez 77' · Caballero 80' | Árbitro(s): Diego Lara (Ecuador) | Árbitro(s): Diego Lara (Ecuador) |

| 22 de marzo de 2011, 16:00 | Paraguay                     | 3:0 (1:0) | Chile | Olímpico de Ibarra, Ibarra            |                                       |
|                            | Caballero 26' 80' · Báez 53' | Reporte   |       | Árbitro(s): Néstor Pitana (Argentina) | Árbitro(s): Néstor Pitana (Argentina) |

| 22 de marzo de 2011, 18:10 | Colombia | 1:0 (1:0) | Venezuela | Olímpico de Ibarra, Ibarra        |                                   |
|                            | Cuero 8' | Reporte   |           | Árbitro(s): Henry Gambetta (Perú) | Árbitro(s): Henry Gambetta (Perú) |

| 25 de marzo de 2011, 19:00 | Paraguay                            | 3:1 (2:0) | Venezuela    | Olímpico de Ibarra, Ibarra        |                                   |
|                            | Palacios 17' · Florenciáñez 42' 61' | Reporte   | Castillo 48' | Árbitro(s): José Jordan (Bolivia) | Árbitro(s): José Jordan (Bolivia) |

| 25 de marzo de 2011, 21:10 | Brasil                                                        | 5:1 (3:0) | Colombia       | Olímpico de Ibarra, Ibarra            |                                       |
|                            | Leo 18' 20' · Claudio Wink 36' · Misael 55' · Marlon Bica 70' | Reporte   | Villadiego 66' | Árbitro(s): Héctor Martínez (Uruguay) | Árbitro(s): Héctor Martínez (Uruguay) |

### Fase final
| Equipo    | Pts | PJ | PG | PE | PP | GF | GC | Dif |
| --------- | --- | -- | -- | -- | -- | -- | -- | --- |
| Brasil    | 13  | 5  | 4  | 1  | 0  | 10 | 4  | 6   |
| Uruguay   | 9   | 5  | 2  | 3  | 0  | 8  | 5  | 3   |
| Argentina | 7   | 5  | 2  | 1  | 2  | 7  | 7  | 0   |
| Ecuador   | 6   | 5  | 1  | 3  | 1  | 6  | 7  | -1  |
| Colombia  | 4   | 5  | 1  | 1  | 3  | 5  | 7  | -2  |
| Paraguay  | 1   | 5  | 0  | 1  | 4  | 5  | 11 | -6  |

| 28 de marzo de 2011, 15:50 | Argentina   | 1:0 (0:0) | Paraguay | La Cocha, Latacunga                 |                                     |
|                            | Benítez 76' | Reporte   |          | Árbitro(s): Héctor Parra (Colombia) | Árbitro(s): Héctor Parra (Colombia) |

| 28 de marzo de 2011, 18:00 | Ecuador | 0:0     | Colombia | La Cocha, Latacunga                  |                                      |
|                            |         | Reporte |          | Árbitro(s): Mayker Gómez (Venezuela) | Árbitro(s): Mayker Gómez (Venezuela) |

| 28 de marzo de 2011, 20:10 | Brasil | 0:0     | Uruguay | La Cocha, Latacunga                   |                                       |
|                            |        | Reporte |         | Árbitro(s): Julio Quintana (Paraguay) | Árbitro(s): Julio Quintana (Paraguay) |

| 31 de marzo de 2011, 15:50 | Argentina   | 1:1 (0:0) | Uruguay            | Olímpico Atahualpa, Quito        |                                  |
|                            | Andrada 70' | Reporte   | Padilla 76' (a.g.) | Árbitro(s): Diego Lara (Ecuador) | Árbitro(s): Diego Lara (Ecuador) |

| 31 de marzo de 2011, 18:00 | Ecuador                   | 2:2 (1:0) | Paraguay                   | Olímpico Atahualpa, Quito             |                                       |
|                            | Batioja 27' · Uchuari 83' | Reporte   | Ovelar 77' · Caballero 85' | Árbitro(s): Néstor Pitana (Argentina) | Árbitro(s): Néstor Pitana (Argentina) |

| 31 de marzo de 2011, 20:10 | Brasil              | 1:0 (0:0) | Colombia | Olímpico Atahualpa, Quito         |                                   |
|                            | Matheus Barbosa 65' | Reporte   |          | Árbitro(s): José Jordan (Bolivia) | Árbitro(s): José Jordan (Bolivia) |

| 3 de abril de 2011, 15:50 | Paraguay      | 1:3 (0:1) | Uruguay                                | La Cocha, Latacunga                |                                    |
|                           | Caballero 78' | Reporte   | Aguirre 22' · Álvarez 59' · Mascia 75' | Árbitro(s): Patricio Polic (Chile) | Árbitro(s): Patricio Polic (Chile) |

| 3 de abril de 2011, 18:00 | Argentina                       | 2:1 (2:1) | Colombia  | La Cocha, Latacunga               |                                   |
|                           | Ocampos 4' · Andrada 14' (pen.) | Reporte   | Cuero 20' | Árbitro(s): Henry Gambetta (Perú) | Árbitro(s): Henry Gambetta (Perú) |

| 3 de abril de 2011, 20:10 | Brasil                                            | 3:1 (2:0) | Ecuador        | La Cocha, Latacunga                   |                                       |
|                           | Matheus Barbosa 24' · Leo 29' · Adryan 54' (pen.) | Reporte   | Cevallos 90+4' | Árbitro(s): Héctor Martínez (Uruguay) | Árbitro(s): Héctor Martínez (Uruguay) |

| 6 de abril de 2011, 15:50 | Uruguay                           | 3:2 (2:1) | Colombia       | Olímpico Atahualpa, Quito            |                                      |
|                           | Mascia 24' 36' (pen.) · Silva 82' | Reporte   | Garcés 38' 68' | Árbitro(s): Mayker Gómez (Venezuela) | Árbitro(s): Mayker Gómez (Venezuela) |

| 6 de abril de 2011, 18:00 | Argentina | 1:2 (0:0) | Ecuador                    | Olímpico Atahualpa, Quito          |                                    |
|                           | Pugh 82'  | Reporte   | Cevallos 55' · Batioja 73' | Árbitro(s): Patricio Polic (Chile) | Árbitro(s): Patricio Polic (Chile) |

| 6 de abril de 2011, 20:10 | Brasil                                              | 3:1 (1:1) | Paraguay    | Olímpico Atahualpa, Quito         |                                   |
|                           | Guilherme 15' · Claudio Wink 56' · Lucas Piazon 86' | Reporte   | Marecos 31' | Árbitro(s): Henry Gambetta (Perú) | Árbitro(s): Henry Gambetta (Perú) |

| 9 de abril de 2011, 15:50 | Paraguay      | 1:2 (0:2) | Colombia      | Casa Blanca, Quito               |                                  |
|                           | Benítez 90+1' | Reporte   | Cuero 12' 30' | Árbitro(s): Diego Lara (Ecuador) | Árbitro(s): Diego Lara (Ecuador) |

| 9 de abril de 2011, 18:00 | Ecuador             | 1:1 (0:1) | Uruguay        | Casa Blanca, Quito                  |                                     |
|                           | Cevallos 58' (pen.) | Reporte   | San Martín 19' | Árbitro(s): Héctor Parra (Colombia) | Árbitro(s): Héctor Parra (Colombia) |

| 9 de abril de 2011, 20:10 | Argentina              | 2:3 (1:2) | Brasil                                        | Casa Blanca, Quito                    |                                       |
|                           | Báez 31' · Andrada 80' | Reporte   | Leo 28' · Guilherme 33' · Matheus Barbosa 77' | Árbitro(s): Julio Quintana (Paraguay) | Árbitro(s): Julio Quintana (Paraguay) |

|                            |
| Bandera de Brasil          |
| Campeón Brasil 10.º título |

## Cuadro General 2011
|    | Selección | Pts. | PJ | PG | PE | PP | GF | GC | Dif. |
| 1  | Brasil    | 22   | 9  | 7  | 1  | 1  | 22 | 11 | 11   |
| 2  | Uruguay   | 15   | 9  | 4  | 3  | 2  | 12 | 10 | 2    |
| 3  | Argentina | 16   | 9  | 5  | 1  | 3  | 17 | 11 | 6    |
| 4  | Ecuador   | 13   | 9  | 3  | 4  | 2  | 10 | 11 | -1   |
| 5  | Colombia  | 11   | 9  | 3  | 2  | 4  | 12 | 15 | -3   |
| 6  | Paraguay  | 10   | 9  | 3  | 1  | 5  | 14 | 16 | -2   |
| 7  | Perú      | 4    | 4  | 1  | 1  | 2  | 8  | 9  | -1   |
| 8  | Chile     | 4    | 4  | 1  | 1  | 2  | 5  | 8  | -3   |
| 9  | Bolivia   | 3    | 4  | 1  | 0  | 3  | 5  | 9  | -4   |
| 10 | Venezuela | 0    | 4  | 0  | 0  | 4  | 5  | 10 | -5   |

## Clasificados al Mundial Sub-17 México 2011 y a los Juegos Panamericanos
| Bandera de Brasil | Bandera de Uruguay | Bandera de Argentina | Bandera de Ecuador |
| Brasil            | Uruguay            | Argentina            | Ecuador            |
| ----------------- | ------------------ | -------------------- | ------------------ |

## Goleadores
| Jugador            | Selección | Goles |
| ------------------ | --------- | ----- |
| Juan Cruz Mascia   | Uruguay   | 6     |
| Mauro Caballero    | Paraguay  | 5     |
| Federico Andrada   | Argentina | 4     |
| Robert Royer Silva | Bolivia   | 4     |
| Leo                | Brasil    | 4     |
| Fabián Cuero       | Colombia  | 4     |
| Cristian Garcés    | Colombia  | 4     |
| Michael Santos     | Uruguay   | 4     |
| Gastón Pereiro     | Uruguay   | 3     |
| Abel Hernández     | Uruguay   | 3     |
| Edison Flores      | Perú      | 3     |